# João de Sousa Melo e Alvim
João de Sousa Melo e Alvim (Desterro, 6 de outubro de 1823 — Rio de Janeiro, 17 de abril de 1885) foi um político brasileiro.

## Vida
Filho de Miguel de Sousa Melo e Alvim e de Maurícia Elisa de Melo e Alvim.

## Carreira
Iniciou a carreira militar na Academia Militar do Rio de Janeiro, em 1839.
Filiado ao Partido Liberal, foi deputado à Assembleia Legislativa Provincial de Santa Catarina na 7ª legislatura (1848 — 1849).
Foi deputado à Assembleia Geral Legislativa do Império na 12ª legislatura (1864 — 1866), na 13ª legislatura (1867 — 1869), e na 17ª legislatura (1878 — 1881)
Foi engenheiro nas colônias Piedade e Militar Santa Teresa, onde também foi diretor, de 17 de fevereiro a 11 de julho de 1854, sendo também diretor interino em 1855.
Foi presidente da Província do Ceará, de 6 de novembro de 1866 a 6 de maio de 1867.
Foi cavaleiro da Imperial Ordem da Rosa e comendador da Imperial Ordem de Cristo.